# Operace Bagration
Operace Bagration (rusky Oперация Багратио́н), součást sovětské letní ofenzívy 1944 byla jedna z největších bitev Velké vlastenecké války. Krycí název měl připomínat carského generála P. I. Bagrationa, který zahynul v bitvě u Borodina. Letní ofenzíva sovětských vojsk byla připravována za stavu, kdy se německým vojskům podařilo stabilizovat frontu a vést poměrně úspěšné obranné boje. Sovětské velení počítalo s tím, že západní spojenci otevřou západní frontu, což bylo dohodnuto již na Teheránské konferenci 30. listopadu 1943. Počet nasazených vojáků na obou stranách dosáhl rekordních počtů a Operace Bagration se tím stala největší operací vojenské historie.
Ofenzívu zahájil útok Leningradského a Karelského frontu na Finsko. Útok rychle splnil zadání – zatlačit Finy od jimi dosud ohrožovaného Leningradu až za Viipuri. Ještě důležitějším výsledkem bylo vystoupení Finska z Osy. Následovala vlastní Operace Bagration, následovaná koncem srpna útokem na Rumunsko, Jugoslávii a Maďarsko. V Rumunsku a Bulharsku v důsledku toho došlo k převratům a obě země přešly na stranu SSSR. Mimo jiné to znamenalo, že zbytky Osy přišly o ropná pole v Ploiesti.
Maršál Georgij Žukov vypracoval odvážný plán, který spočíval v hlavním úderu tam, kde ho Němci neočekávali – v Bělorusku. Tamní bažinatý terén byl zdánlivě jakékoliv operaci tankových vojsk neprostupný, německá obrana zde byla velmi slabá. Současně s tímto útokem měly být zahájeny boje v Pobaltí a po provedení hlavního útoku měla následovat ofenzíva na Ukrajině.

## Celková situace počátkem roku 1944

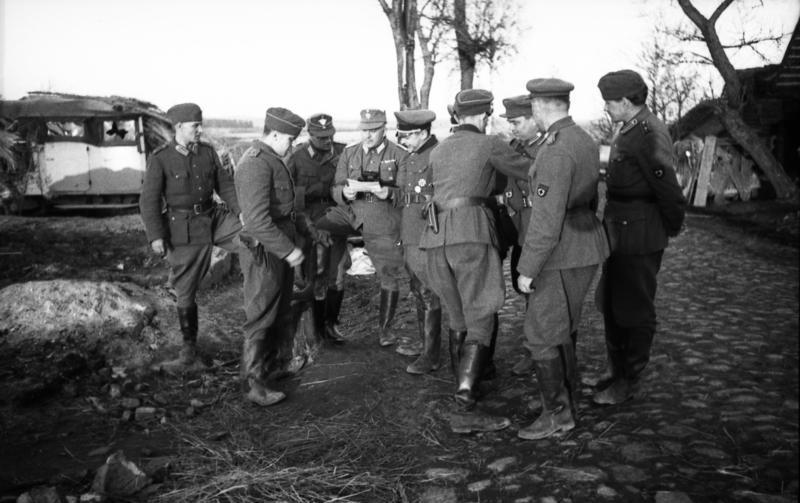
Členové Kaminského brigády a němečtí policisté, březen 1944

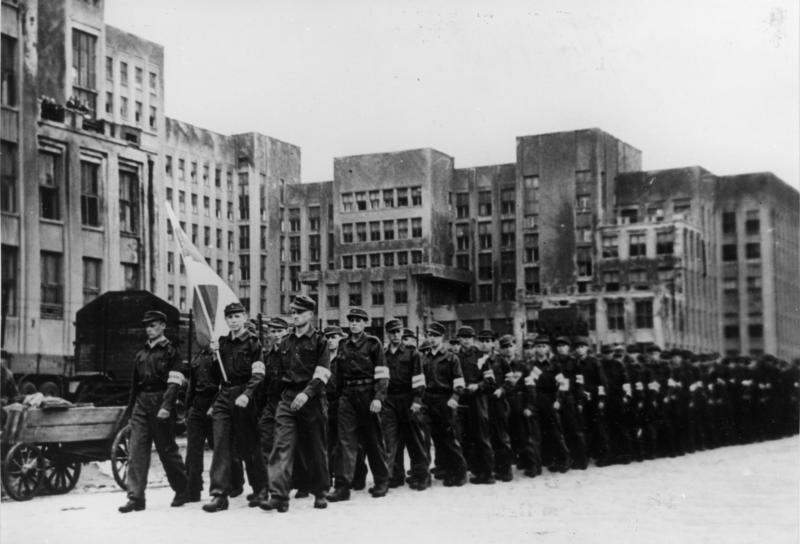
Běloruští mladíci z Běloruského úřadu pro mládež pochodují v Minsku směrem na vlakové nádraží cestou na výcvik v Německu pro vojenskou službu, červen 1944

Začátkem roku 1944 byla Rudá armáda pevně usazena na západním břehu Dněpru a podnikla sérii operaci s cílem dobýt zbytek území SSSR. Na severu sovětsko-německého fronty byla prolomena blokáda Leningradu, na jihu jednotky Rudé armády dosáhly hranice Rumunska. Využívajíce Hitlerovy snahy o obranu pozic za každou cenu, nutily útoky na různých úsecích fronty Němce přemisťovat strategické zálohy  na velké vzdálenosti.
Situace se oproti předešlému období sovětsko-německých bojů velmi změnila. Ovlivňovalo to množství faktorů. Výrazně se zvýšila kvalita vojska i jeho mobilita. Na mobilitu měly velký vliv dodávky nákladních a užitkových vozidel zejména z USA. Ty byly nesmírně důležité pro rychlé průniky velkých armád do hloubky Němci obsazených území. Další oporou sovětské armády byly nové tanky a jiná technika, která se postupně začala objevovat na frontě po bitvě u Kurska. Nová samohybná děla ISU-152 a ISU-122 spolu s tanky IS-2 byly tečkou za nadvládou německých tanků Panther a Tiger na bojištích. Podstatné bylo stejně i to, že nová verze modernizovaného tanku T-34/85 byla vybavena 85mm kanónem, díky kterému byla schopna ničit německé obrněnce z přijatelnější vzdálenosti, což dávalo posádkám větší šance na přežití v boji. Nicméně faktorem, který spočíval více než nová technika bylo zvýšení morálky, schopností a zkušeností sovětského vojska. Tyto se projevily prakticky ve všech stupních velení. Nejvyšší velení už nevrhalo do boje své jednotky bez rozmyslu, ale dokonce i sám Stalin se většinou radil se svými generály. Díky tomu, že vojáci nebyli zbytečně používání jako "potrava pro kanóny", stali se z nich skuteční veteráni výborně ovládající své zbraně a taktiku boje. Naučili se také čelit standardní taktice německých vojsk a odhalili mnohé zažité vojenské postupy. Pokud na to byl čas, starší a zkušenější vojáci učili a předávali své draze zaplacené zkušenosti nováčkům. Stejně výrazně vzrostly schopnosti nižších důstojníků a seržantů, kteří veleli vojsku přímo v poli. Ti se zocelili v boji a oproti rokům 1941 a 1942 pracovali výrazně samostatněji a iniciativněji. Tento přerod Rudé armády byl evidentní, armáda opět získala zpět ztracenou reputaci. Padlo také rozhodnutí, aby se důstojníci vrátili k typu uniforem a hodnostního označení s výraznými nárameníky, který se velmi podobal předrevolučním typům používaným v carské armádě.
V listopadu 1943 se na Teheránské konferenci zavázali západní Spojenci Spojené státy a Spojené království, že na jaře 1944 uskuteční invazi do severní Francie a vytvoří západní frontu. Stalin svým spojencům na oplátku přislíbil, že Rudá armáda podpoří operaci velkým útokem.
Východní fronta severně od Pripjaťských močálů do lesnatých oblastí Běloruska se měnila jen pomalu. V předchozím období, na přelomu let 1942 a 1943, byly sovětské jednotky nuceny svádět s Němci těžké boje více na západ v oblasti Rževu a Vjazmy, později v roce 1943 pracně dobývaly Smolensk. Od začátku roku 1944 se jen velmi pomalu probojovávaly k Vitebsku. V této oblasti byly německé síly při obraně východního valu úspěšnější než na jižním úseku. K skupině armád Jih byly postupně přidávány četné zálohy z ostatních úseků fronty. 

### Přípravy na ofenzívu

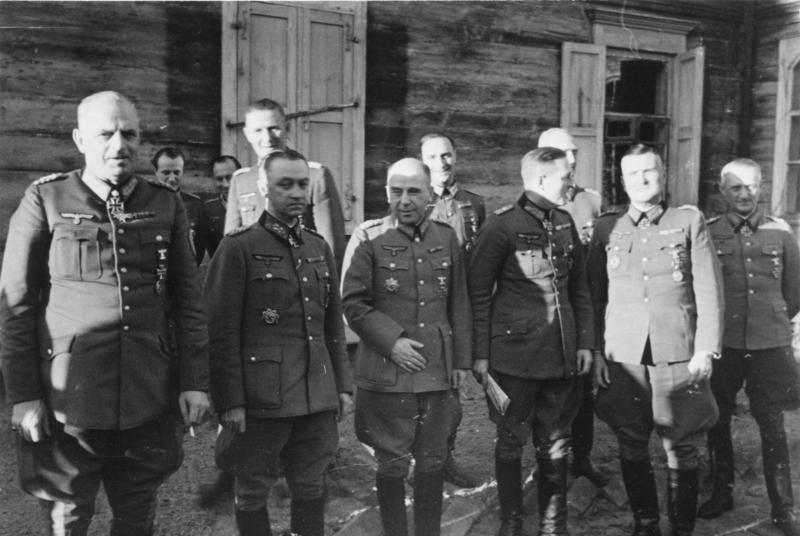
Polní maršál Ernst Busch (vlevo) spolu s veliteli Skupiny armád střed (květen - červen 1944)

V dubnu 1944 sovětský hlavní štáb rozhodl, že hlavní úder letní ofenzívy se zaměří na dobytí Běloruska. Byl zvolen krycí název "Bagration" na počest slavného carského vojevůdce z období napoleonských válek. Hlavním cílem ofenzívy bylo zničit německou skupinu armád Střed soustředěnou ve výběžku fronty kolem dopravních uzlů Vitebsk, Orša, Mogilev a Bobrujsk. Po jejich eliminaci mohla Rudá armáda snadno dobýt Minsk a následně zatlačit nepřítele za sovětsko-polskou hranici z roku 1941.
Sovětský svaz měl k uskutečnění operace v tomto sektoru fronty k dispozici asi 2,3 milionu vojáků, 4000 tanků, 5000 letadel, 2000  kaťuší a neuvěřitelných 22 000 děl, jejichž palba měla rozmetat vše co sovětským vojákům bude stát v cestě.
Němci měli naopak k dispozici jen asi 800 000 vojáků, 9 500 dělostřeleckých zbraní, kolem 553 tanků a samohybných děl a kolem 839 bojových letadel. Skupina armád Střed pociťovala hlavně velký nedostatek mobilních záloh. K dispozici byly jen 3 větší jednotky: demoralizovaná 14. pěchotní divize, 20. tanková divize a boji poznamenána divize tankových granátníků Feldherrnhalle.
Sovětská vojska musela při hromadění velkého počtu vojsk udržovat maximálně utajení, aby jejich záměry nebyly prozrazeny. Na úseku skupiny armád Severní Ukrajina se vedla klamná rádiová komunikace a německým průzkumným letadlům bylo záměrně umožněno fotografovat seskupení maket sovětské bojové techniky, které měly předstírat hromadění vojska v této oblasti. Německé hlavní velení proto předpokládalo, že hlavní část nové sovětské ofenzívy bude směřovat více na jih směrem na Halič a Hitler soustředil téměř všechny strategické rezervy na západní Ukrajině.
Generál Konstantin Rokossovskij jako jeden z plánovačů útoku navíc prosadil použití netradičního postupu s více směry útoku, které současně proniknou německou linií a rozdělily nepřátelské síly na menší části. Tento plán byl nakonec přijat i zrealizován. Sovětské síly byly v podstatě rozděleny na dvě části. Severní skupina měla prorazit frontu jižně a severně od Vitebsku a vydat se západním směrem. Druhý směr sovětského útoku měl vyrazit přes neprůchodné Pinské bažiny, které ohraničovaly jižní část Německé linie, jakož i směrem na města Mogilev a Orša. Na několika úsecích útoku byl terén neprůchodný pro těžkou techniku, a protože tam nebyl předpokládán žádný možný průnik, byla tam německá obrana slabší. Německé nejvyšší velení do poslední chvíle útok v této části fronty vůbec neočekávalo.
Vzhledem k tomu, že terén Běloruska je plochý a navíc plný řek, lesů a hlavně neprůchodných bažin bez dostatku kvalitních cest, bylo proto nutné aby před začátkem ofenzívy ženijní jednotky vybudovaly stovky kilometrů haťových cest. To bylo jedno z hlavních východisek, které mělo zajistit hladký průběh následujících bojů. V rámci příprav se sovětští vojáci učili plavat, stavět vory a učili se bojovat v lesích a slatinách.

## Bitva

### Vitebsk

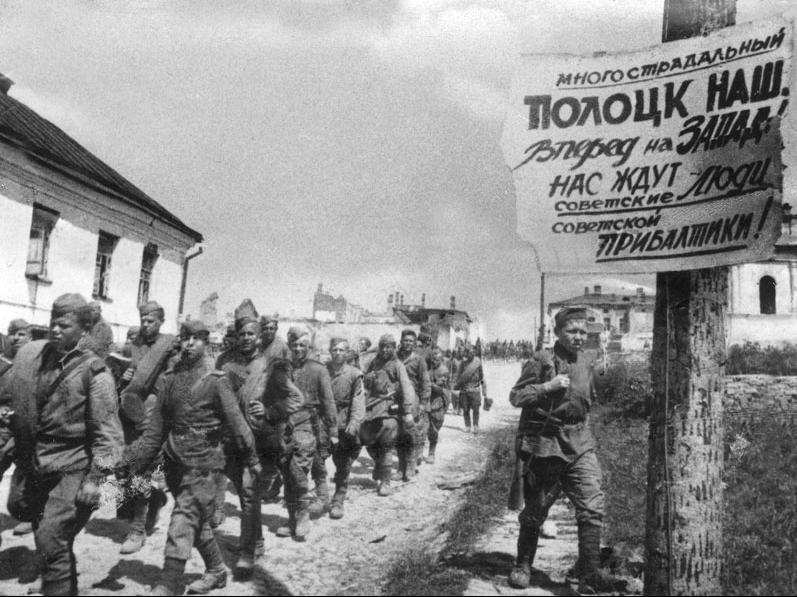
Sovětské jednotky v Polocku

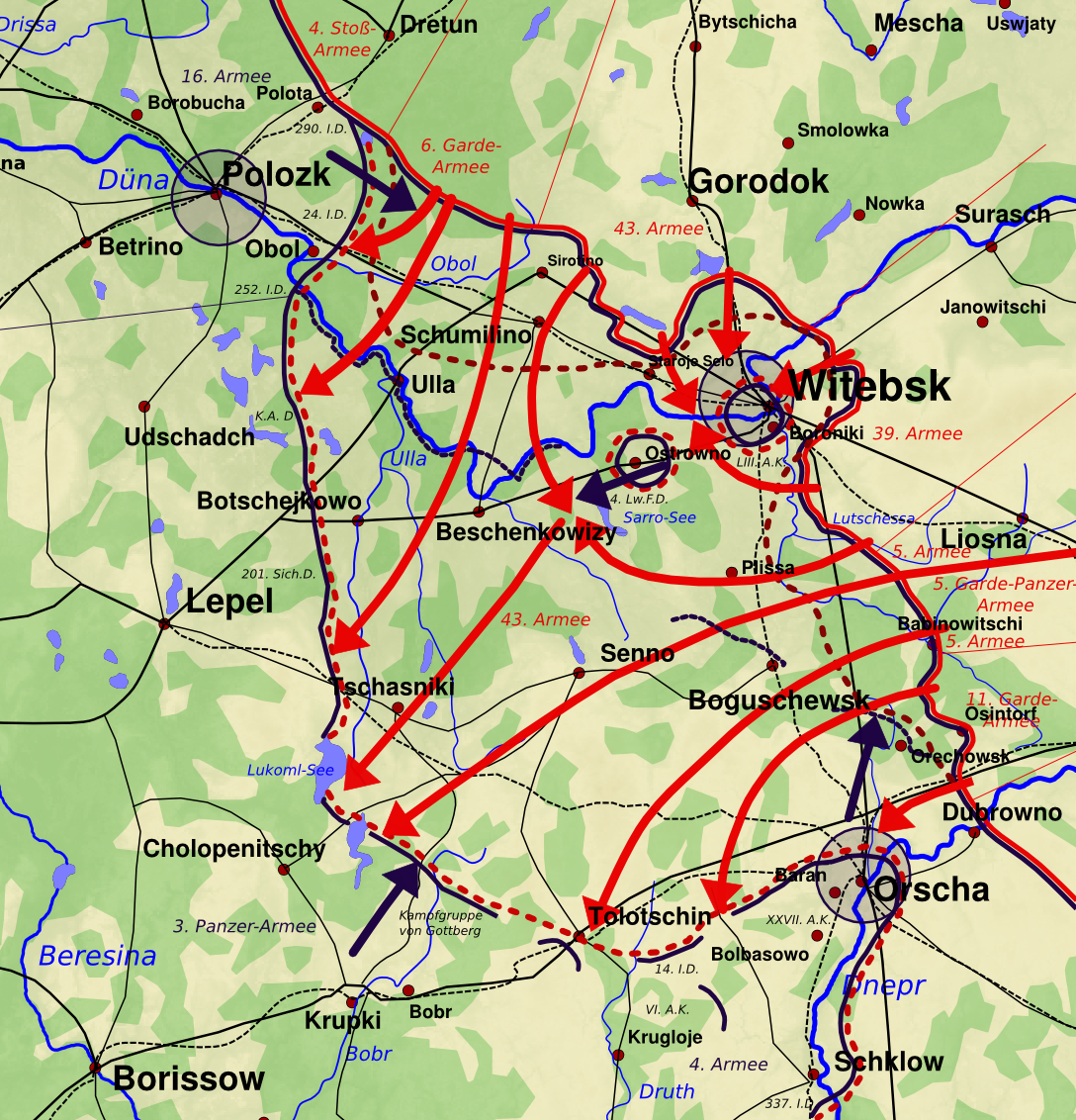
Mapa ofenzivy v oblasti Vitebsk–Orša, 22 – 28. června 1944

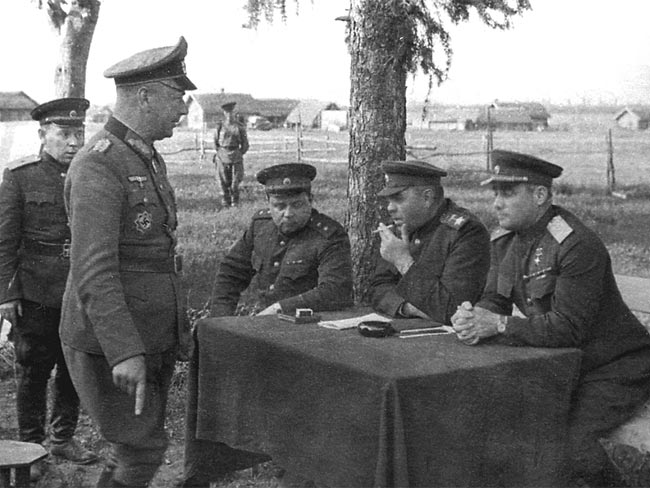
Generálporučík Alfons Hitter kapituluje před generálem Čerňachovským a maršálem Vasilevským po bitvě o Vitebsk

22. června 1944 přesně 3 roky od operace Barbarossa začaly sovětské síly četnými útoky hledat nejslabší místa v německé obraně. Hlavní útok začal na různých úsecích mezi 5. a 6. hodinou 23. června 1944 Na několik stovek kilometrů široké frontě se pod těžkou palbou desítek tisíc děl a raketometů rozechvěla zem. Palba sovětského dělostřelectva byla tentokrát obzvláště přesná, většina německého dělostřelectva, která odpovídala na útok, byla umlčena. První linie obrany byla prakticky zlikvidována, němečtí vojáci na mnoha úsecích během dělostřelecké palby panicky utíkali ze svých postavení.
Na sovětském pravém křídle v oblasti Vitebska útočil 1. baltský front generála Bagramjana s částí 3. běloruského frontu generála Čerňachovského. Čelila jim německá 3. tanková armáda generála Reinhardta. Na tomto úseku Sověti zpočátku postupovali nejrychlejším tempem. Sovětská 43. armáda prolomila obranu německého IX. sboru severně od Vitebska a postupovala k řece Daugava. Jižněji byly německá 299. a 197. divize VI. sboru, které zasáhl první nápor Ljudnikovovy 39. armády, útokům zcela zničeny. Už po dni bojů byla situace LIII. sboru generála Gallwitzera velmi vážná. LIII. sbor, jehož hlavním úkolem bylo bránit Vitebsk mezitím přeměněn na pevnost, přestával mít kontakt s jednotkami na svých křídlech. Ústup na druhou linii obrany německé vrchní velitelství nedovolilo.
Od 25. června 3. tanková armáda už nebyla schopná udržet souvislou linii. IX. sbor byl na severu zatlačen za řeku Daugavu, přičemž za sebou likvidoval všechny mosty. VI. sbor na jihu byl téměř zničen a dvě jeho divize (299. a 256 pěchotní), které byly odříznuty od zbytku svých vojsk, byly v odpoledních hodinách začleněny do 4. armády. Sovětská 39. a 43. armáda se spojily západně od Vitebska a odřízly LIII. sbor ve městě. Sovětské 158. střelecké divizi se navíc podařilo získat u Vitebsku jeden z mostů přes Západní Dvinu. Výborně uskutečněným útokem se to podařilo 10 člennému oddílu seržanta Fjodora Blochina. Jeho jednotka kromě mostu obsadila obchvatným útokem i šestidělovou baterii mířící na most. Generál Friedrich Gollwitzer se pokusil se zbytky svých vojsk prorazit z města. Útok, který těžce zasáhl sovětskou 17. gardovou střeleckou divizi, vedly síly 246. pěší divize a 4. polní divize Luftwaffe. Němcům se sice podařilo prolomit sovětskou obranu, ale byli zastaveni přisunutými posilami. Do večera byla 4. polní divize Luftwaffe rozprášena stejně jako většina 206. pěší divize, která měla bránit město do posledního náboje. 6. polní divize Luftwaffe a 246. pěchotní divize byly obklíčeny.
Do 27. června Němci ztratili prakticky celý LIII. sbor s 28 000 - 30 000 vojáky a městem Vitebsk. Zbytky IX. sboru ustupovaly pronásledovány 6. gardovou armádou k městu Polock. VI. sbor, jehož velitel Georg Pfeiffer padl 28. června, byl také z velké části zničen. 3. tanková armáda byla v troskách a na jejím místě vznikla obrovská mezera, kterou německé velení nemělo čím zaplnit.

### Orša a Mogilev

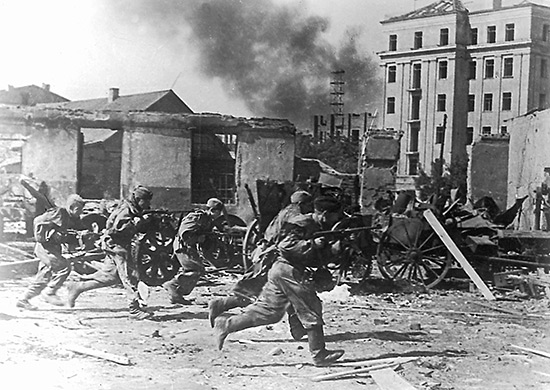
Vojska 49. armády během dobytí Mogilevu 28. června 1944

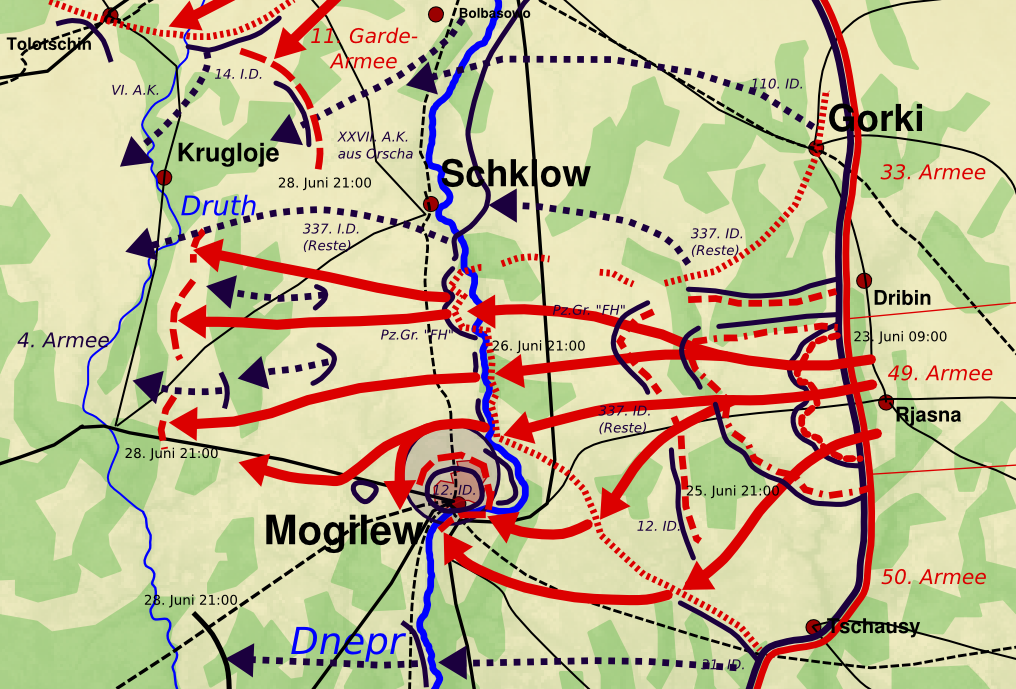
Útok 49. sovětské armády na Mogilev, ke kterému došlo od 23. června do 28. června 1944

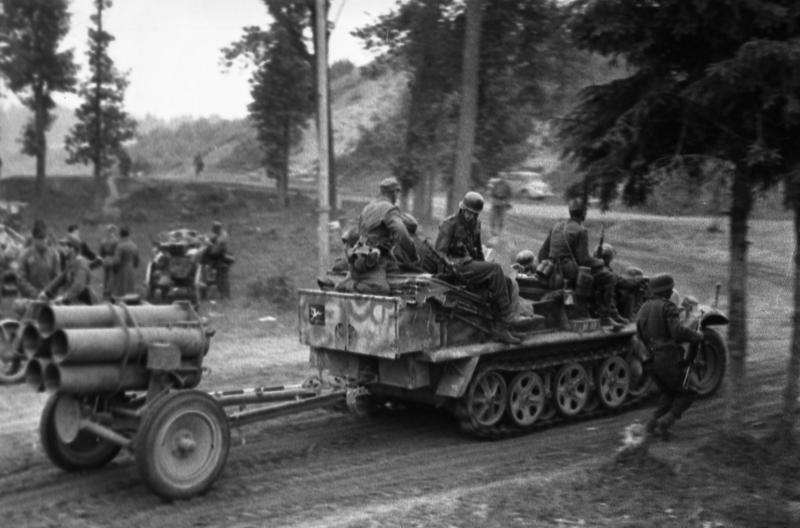
Sd.Kfz. 10 s Nebelwerferem 42 během ústupu z Orši (začátek července 1944)

Na středním úseku v oblasti Orša a Mogilev útočily síly 3. běloruského frontu generála Čerňachovského a 2. běloruský front generála Zacharova. Prvořadým cílem bylo zmocnit se strategické železniční tratě Moskva–Minsk na významné železniční křižovatce v Orši. Jejich protivníkem byly roztažené jednotky německé 4. armády generála von Tippelskirche. Severní část sovětských kleští tvořilo křídlo 3. běloruského frontu, které se setkalo s XXVII. sborem generála Völckerse. Cesta směrem na Minsk, byla dobře opevněna a bráněna 78. pěší divizí, která byla posílena o oddíl samohybných děl StuG a dodatečné dělostřelecké jednotky. Orša samotná byla podobně jako Vitebsk přeměněna na pevnost (Fester Platz) bráněna 25. divizí tankových granátníků. Sovětské velení proto počítalo s nasazením silně vyzbrojených jednotek ženistů, kteří by při útoku asistovali.
Sovětská 11. gardová armáda zahájila útok na Oršu 23. června, ale do večera postoupila pouze několik málo kilometrů. Následujícího dne se však sovětské 1. gardové střelecké divizí podařilo proniknout na slabě bráněném bažinatém úseku obrany německé 78. divize. Němci proto ustoupili na třetí obrannou linii pokoušejíce se udržet linii na styku s 25. divizí tankových granátníků. Podnikli proto protiútok směrem na Orechovsk, který však nebyl úspěšný. 25. června byly ke 4. armádě přiděleny části VI. sboru 3. tankové armády, které byly odříznuty od své mateřské jednotky. Severně od Orši Němci nasadili do protiútoku část záložní 14. pěší divize, ale postup 11. gardové armády už nebyli schopni zastavit. Sověti rozdrtili zbytek VI. sboru a přinutili zbytek 78. divize na ústup. Sovětský 2. gardový tankový sbor odrážel německé protiútoky a mohl postupovat na Minsk velkou rychlostí. Orša byla dobyta večer 26. června. 5. gardová tanková armáda mohla být následně nasazena do mezery, která vznikla v německých liniích.
Na jihu čelil XXVII. sbor velkým obtížím, ale byl schopen organizovaně ustoupit. XXXIX. tankový sbor generála Martineka (skládající se z 31., 12., 337. a 110. pěší divize) se pokoušel držet linii, zatímco divize tankových granátníků Feldherrnhalle měla zajistit přechody přes Dněpr. Nejjižnější XII. sbor 4. armády (skládající se z 57., 267. pěší a 18. divize tankových granátníků) byl brzy zatlačen na druhou obrannou linii, kde byl zničen nebo zajat spolu s většinou 12. divize, která měla bránit město do posledního muže. Sověti dobyli Mogilev 27. června. Jednotky XII. a XXXIX. sboru, jehož velitel Martinek zahynul při náletu, ustupovaly k přechodu přes Berezinu.

### Bobrujsk

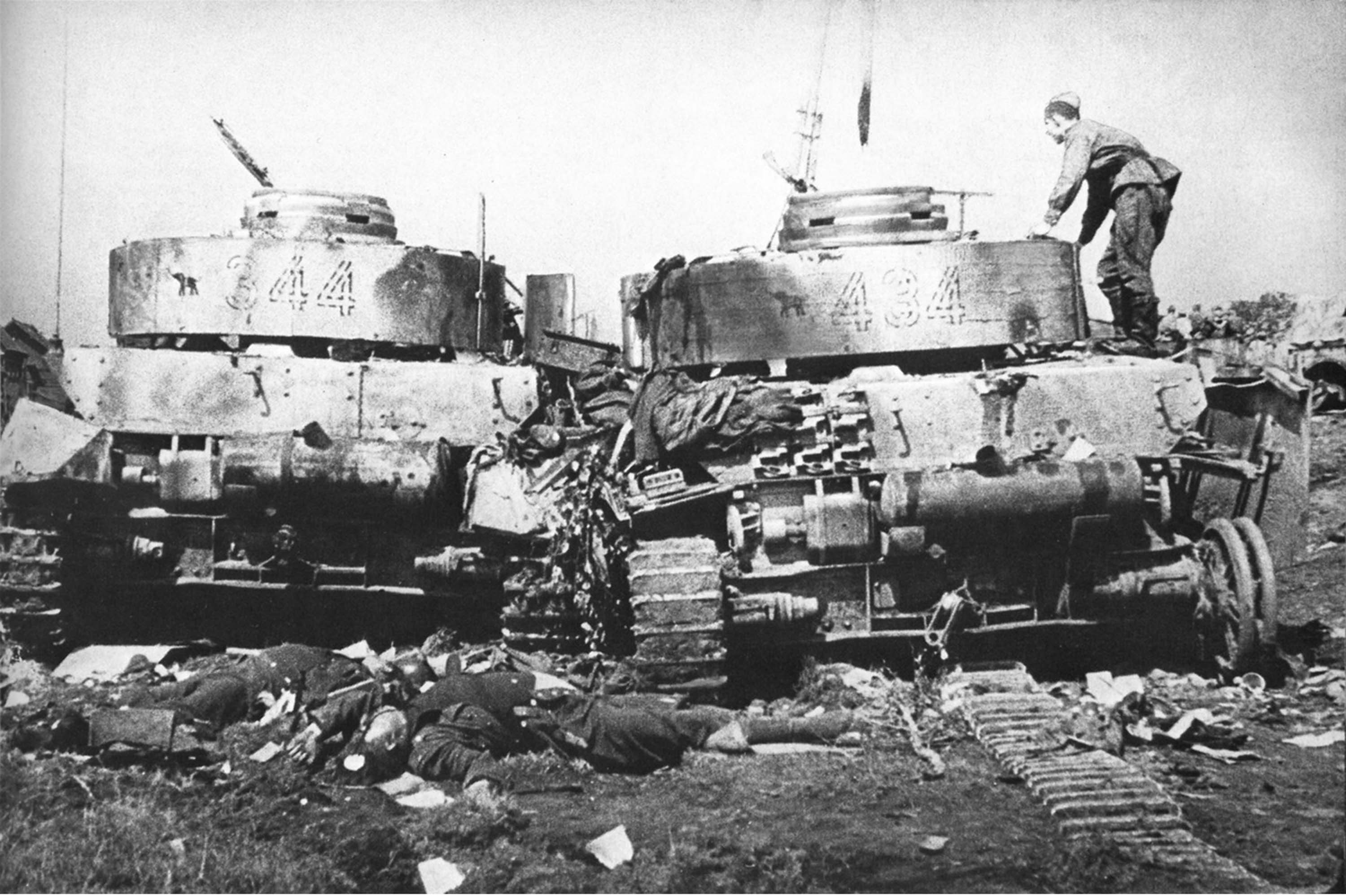
Zničené tanky Pz IV nemecké 20. divize u Bobrujska.

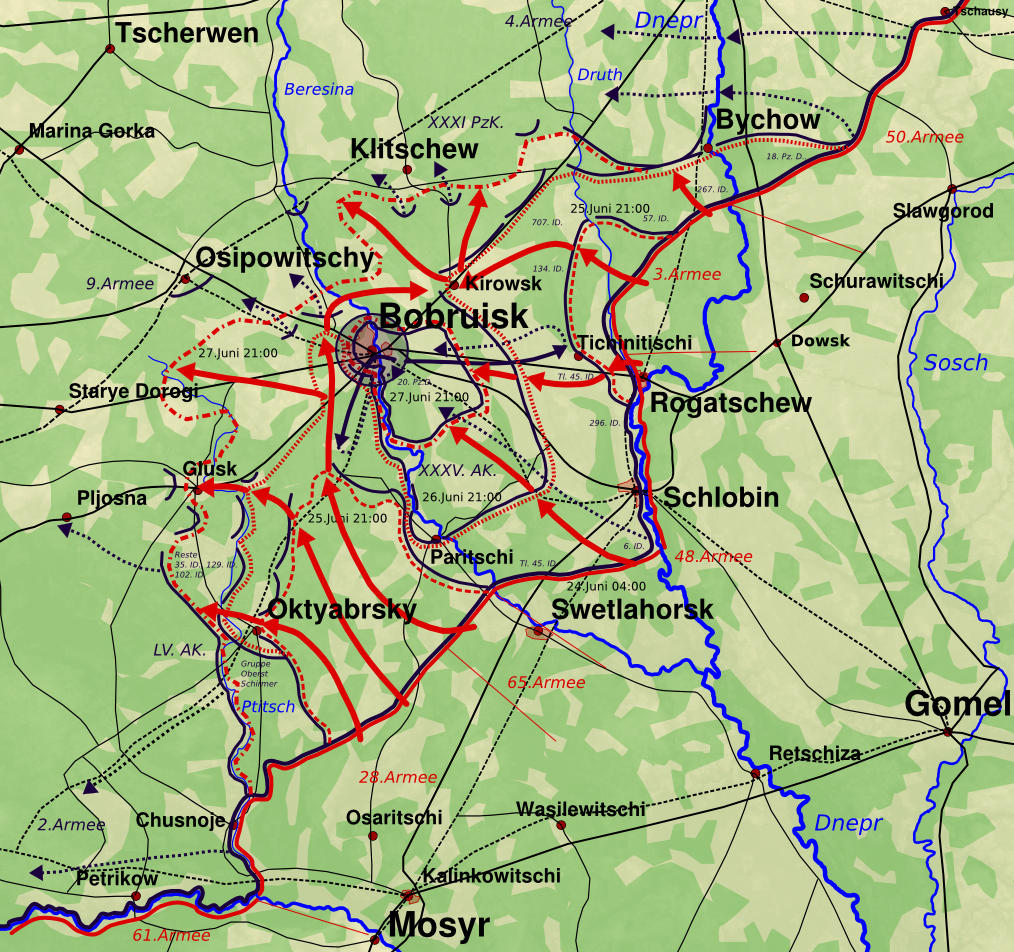
Mapa počáteční fáze bitvy o bobrujský kotel od 24. června 1944 4:00 do 27. června 1944 21:00

Sovětské levé křídlo tvořil 1. běloruský front pod velením generála Rokossovského. Na tomto úseku čelila Sovětům německá 9. armáda Hanse Jordana. Právě Jordan před začátkem ofenzívy poukazoval na nebezpečí sovětského útoku, ale jeho žádosti pro uskutečnění potřebných protiopatření byly nadřízeným generálem Ernstem Buschem zamítnuty.
Rokossovského útok byl velmi silný, sovětská 3. armáda na severu brzy rozdrtila 134. divizi a Batovova 65. armáda vytvořila na jihu navzdory protiútoku 20. tankové divize průlom. Už 27. června se oba směry sovětského útoku setkaly u Bobrujska, přičemž obklíčily XXXV. sbor generálplukovníka von Lützowa spolu s částmi XXXX. tankového sboru a 20. tankové divize východně od Berezina. V obležení se ocitly i bojem ostřílené a kvalitní jednotky např. 6. pěchotní divize pod vedením generálporučík Heyneho. Německé pokusy o protiútoky z oblasti byly odražené pomocí dělostřelectva a silnými nálety sovětského letectva. Hitler v té době odvolal Jordana z funkce, dezorganizaci podpořilo i zničení velitelství 9. armády sovětským náletem. Na pomoc byla vyslána 12. tanková divize. OKH přikázalo bránit Bobrujsk do posledního muže 383. divizi generálporučíka Edmunda Hoffmeistera. Velitelem všech jednotek ve městě byl generálporučík Adolf Hamann. Zbytek 20. tankové divize se pokusil spojit s 12. tankovou divizí útočící od řeky Svislač. Přestože se Němcům podařilo proniknout pozicemi 356. střelecké divize 65. armády, byli na ústupu vystaveni silnému ostřelování a leteckým náletům, které jim způsobily velké ztráty. Do večera se o únik z obklíčení pokusila německá 383. divize, ale únik z Bobrujska se podařil asi jen 12 000 vojákům 9. armády. Dalších 20 000 zajali Sověti, zbývajících 50 000 padlo. Jižní cesta na Minsk byla pro Sověty volná.

### Minsk

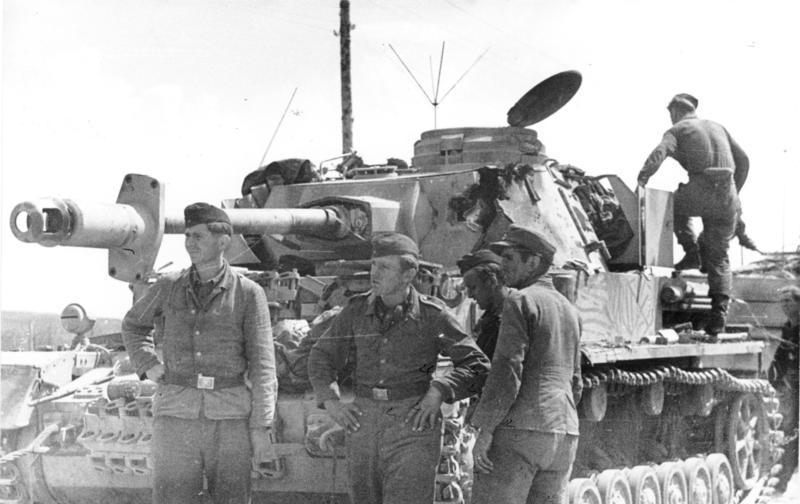
Panzer IV 5. tankové divize (začátek července 1944)

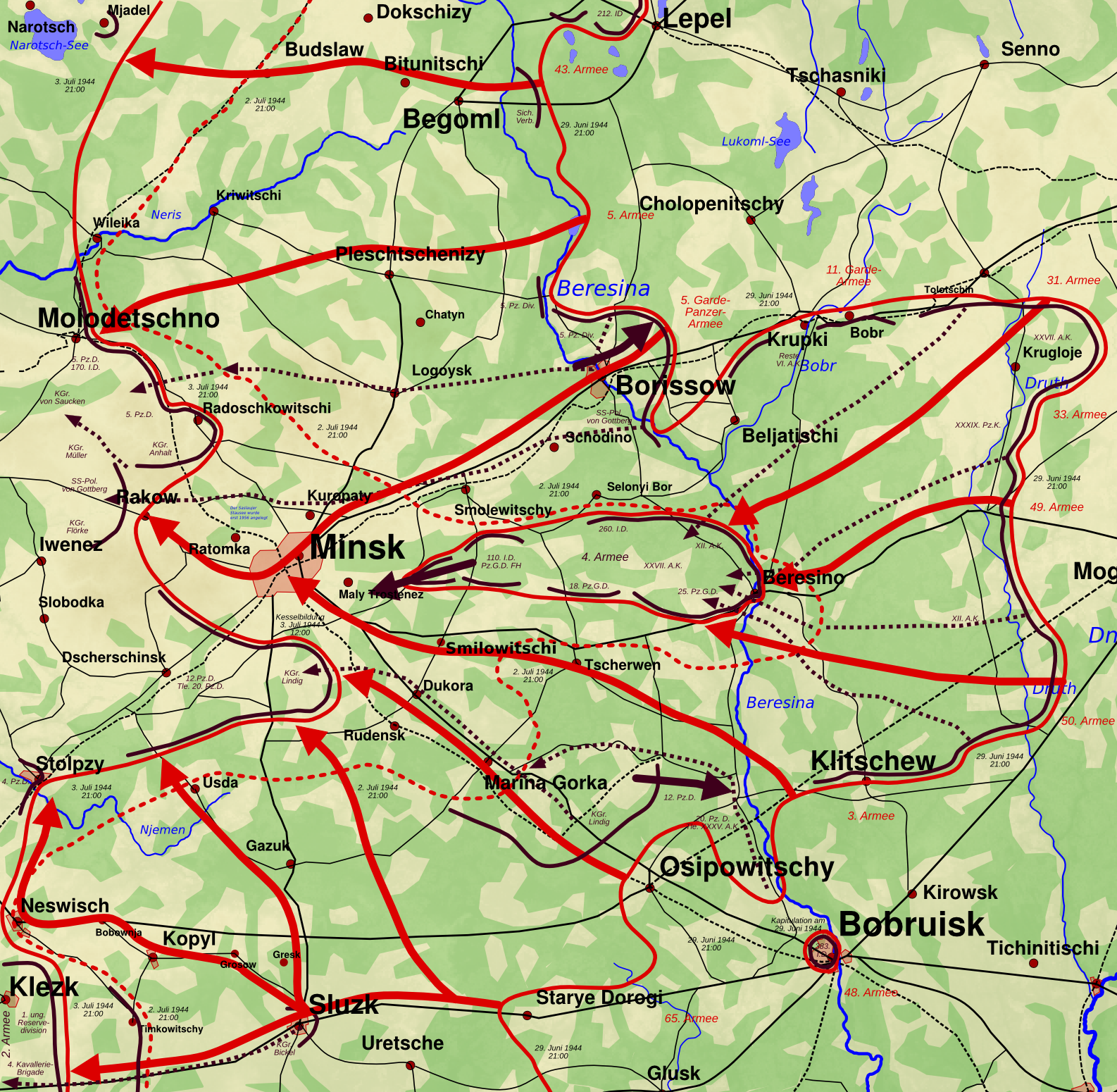
Průběh bitvy o Minský kotel a závěrečná fáze bitvy u Bobrujska od 29. června 1944 do 3. července 1944

Až 26. června OKH pochopilo, že boje v Bělorusku jsou skutečně hlavní sovětskou ofenzívou, a že Minsk je jejím hlavním cílem. 5. tanková divize byla rychle vyňata zpod velení Skupiny armád Severní Ukrajina a 27. června a přesunuta do oblasti Minsku, aby se pokusila zastavit rozpad Skupiny armád Střed. Situace byla vážná. 3. tanková armáda na severu byla těžce poznamenána boji. Její LIII. sbor byl zničen zcela, VI. sbor částečně a IX. sbor byl zatlačen daleko na západ. 9. armáda se rozpadla na menší nesourodé seskupení, které byly pod tlakem silných nepřátelských leteckých a dělostřeleckých útoků. Pouze 4. armáda se ještě držela při svém ústupu pohromadě, ale byla po křídlech obklíčena sovětskými silami. Hitler nařídil zbytkům 9. armády aby zajistili obranu Minska, který prohlásil za pevnost. 28. června odebral Hitler velení Ernstu Buschovi a poslal do oblasti Waltera Modela.
5. tanková divize zaujala obranu u města Borisov severně od silnice směrem na Minsk, pluk těžkých tanků Tiger bránil železniční stanici Krupka. Ustupující jednotky 4. armády, hlavně XII. sbor, zajišťovaly obranu cesty a přechody přes řeku. K Minsku se zatím přibližovala ze severovýchodu 5. gardová tanková armáda a její podřízený 3. gardový tankový sbor, z východu se přibližoval 2. gardový tankový sbor. S pomocí střeleckých jednotek 11. gardové armády Sověti zatlačili Němce do Borisova, zablokovali spojení s německou 4. armádou a nakonec přinutili Němce 30. června vyhodit mosty přes Berezinu do vzduchu. 5. tanková divize se pokoušela udržet souvislé pozice na severozápadě, kde se k železniční trati probíjela 5. gardová tanková armáda. K Minsku se navíc přesouvala z jihu i 65. armáda. Poté, co sovětský 2. tankový sbor i přes rozpadající mosty překročil Berezinu, velení skupiny armád Střed rozhodlo o evakuaci Minska. 2. července tento rozkaz potvrdilo i nejvyšší velení. Východně od města se však stále nacházely jednotky ustupující 4. armády. Sovětský 2. tankový sbor mezitím 3. července dorazil na předměstí města a do večera se rozpoutaly pouliční boje. Zatímco během dalšího dne část sovětských jednotek zlikvidovala Němce ve městě, západně od Minska se spojily z jihu postupující svazky 65. armády s jednotkami 5. gardové tankové armády útočící z jihu. Východně od Minska zůstalo v obrovském kotli několik desítek tisíc vojáků německé 4. armády.

### Konec 4. armády

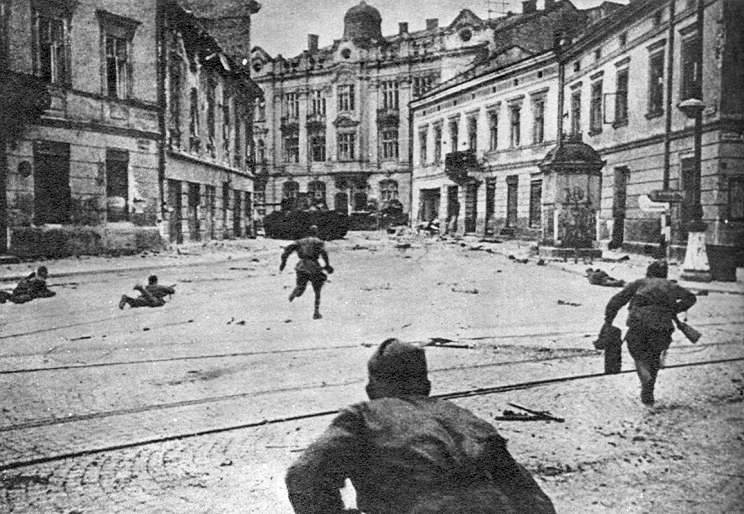
Sovětští vojáci postupující Lvovem na západní Ukrajině

Několik následujících dní se jednotky 4. armády v čele se stále bojeschopnými oddíly pokoušely probít z obklíčení. Jejich největší skupinu představoval bývalý XII. sbor spolu s částmi XXVII. sboru, kterým se podařilo uniknout z Orši a které se tak dostaly do jiného kotle u Pekaline. Velitelé těchto sborů generálporučík Vinzenz Müller a Paul Völckers se 5. července rozhodli probít na severozápad a západ společně se zbytkem XXXIX. tankového sboru, ale nacházeli se již více než 100 km za sovětskou linií.
Hrot útoku vedený o půlnoci 5. července 25. divizí tankových granátníků byl Sověty odražen. Pouze malým skupinkám německých vojáků se podařilo dosáhnout vlastní linie severně od Minska. 57. pěchotní divize a divize tankových granátníků Feldherrnhalle se pokusily proniknout jižně od města, ale byly stejně zastaveny. Stejně jako 78. pěchotní divize a většina ostatních skupin. Několik oddílů 14. pěchotní divize spolu se svým velitelem generálporučíkem Flörkem se spojily s oddíly 31. a 12. pěchotní divize a vytvořili bojovou skupinu Flörke, které se podařilo probít k jednotkám 12 . tankové divize.
Jednotky 4. polní armády byly fakticky zničeny, část jejich vojáků padla do zajetí. Skupina armád Střed přišla o 130 000 padlých a dalších 105 000 zajatých vojáků.  Zničeno bylo celkem 25 divizí 3. tankové, 4. a 9. polní armády. Při likvidaci obklíčených německých jednotek sehrály významnou roli i partyzánské jednotky.
17. července 1944 sovětská vojska začala lvovsko-sandoměřskou operaci. 20. července vojska 1. běloruského frontu překročila řeku Bug a začala dobývat území Polska. 24. července sovětské jednotky nedaleko Lublinu dobyly první z velkých nacistických koncentračních táborů v Polsku - Majdanek. Sovětská ofenzíva se zastavila 7. srpna a na březích Visly před branami Varšavy, kde několik dní předtím vypuklo povstání. Následující týden se rozhořely těžké boje v oblasti Sandoměře.
Na jiných úsecích sovětská vojska dosáhla hranic Východního Pruska a odřízla v Pobaltí skupinu armád Sever od zbytku německých sil. 16. července a byla v Minsku uspořádána slavnostní vojenská přehlídka, které se zúčastnilo 30 000 partyzánů. Partyzánská válka v Bělorusku předtím nabyla velkého rozsahu. V posledních dnech před začátkem ofenzívy partyzáni podnikli sérii útoků proti německým komunikacím a údajně přerušili všechny důležité železniční spojení v týlu Skupiny armád střed. Podle odhadů se tam nacházelo 143 000 až 370 000 partyzánů, kteří působili německým vojskům velké starosti a nepříjemnosti. Důkazem toho je, že při odvetných akcích německých vojsk zahynulo přes milion obyvatel země. 

## Situace u Varšavy
Koncem července postoupily jednotky Rudé armády a polské východní armády až k Varšavě, kde 1. srpna vypuklo povstání. Zde se názory historiků na další vývoj liší. Dle názoru jedněch Stalin nechal zastavit boje a povstání nekomunistického polského odboje utopit v krvi. Jiní historikové oponují tím, že sovětská a polská vojska se pokoušela o útoky na Varšavu, ovšem byla odražena zkonsolidovanou německou obranou. Je nutno brát i v úvahu, že po více než čtyřicetidenním útoku, kdy Rudá armáda překonala několik set kilometrů a svedla těžké boje, byli již vojáci unaveni, bylo třeba doplnit početní stavy, zajistit zásobování vojsk. Rudá armáda ovšem dlouho odmítala byť jen poskytnout povstalcům přísun zbraní a střeliva.
Ve skutečnosti Rudá armáda neměla v plánu útočit na Varšavu, ale vytvořit obranu na pravém břehu Visly a předmostí na jejím levém břehu. 2. Tanková armáda (2TA) měla za úkol vyčistit pravý břeh řeky, obsadit varšavské předměstí Pragu a pokračovat v útoku na sever až v soutoku řeky Narew s Vislou a vytvořit předmostí za Narewem. Ovšem narazila na uskupení 5 německých tankových divizí, z toho 3 byly elitní - Divize Herrmann Goering (DHG) a Divize Waffen SS Viking a Totenkopf. Ve dnech 31. července až 5. srpna svedla 2TA přečíslená v poměru 5:3 největší tankovou bitvu na území Polska a byla zatlačena o cca 30 km na východ. Bitva byla ukončena odvelením DHG a jedné tankové divize Wehrmacht proti sovětským předmostím za Vislou a příchodem 47. armády, která 2TA nahradila.
Dne 29. srpna ukončili Němci útoky na předmostí, což je považováno za konec Operace Bagration. Boje tím ale zdaleka neskončily. Ve dnech 10.-15. září vojáci 47. a 70. armády a části První polské armády (PAWP) dobyli a vyčistili předměstí Pragu. Ihned nato se PAWP s podporou RA se pokusila o útok na vlastní Varšavu. Sovětští vojáci se útoku zúčastnili jen jako ženijní, letecká, dělostřelecká a protiletecká podpora, protože povstalci z AK je považovali za nepřátele a měli rozkaz jim bránit ve vstupu na povstalecké území. PAWP se ale nepodařilo probojovat z nábřeží, měli velké ztráty a v noci na 23. září museli být zbylí vojáci evakuováni včetně bojovníků levicové Armii Ludowej, kteří se k nim připojili.
Další boje pak pokračovaly už mimo operaci Bagration na jihu útokem na Rumunsko, které spolu s Bulharskem přešlo na sovětskou stranu.

## Důsledky bitvy

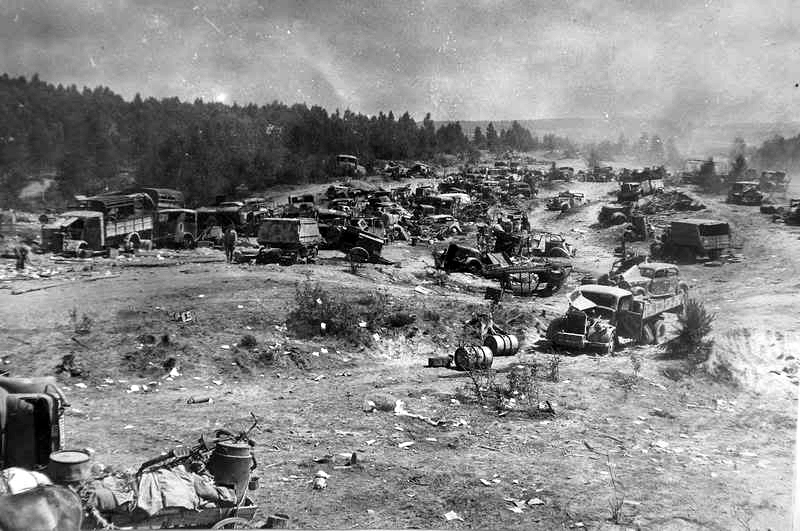
Opuštěná vozidla německé 9. armády u silnice poblíž Bobrujska

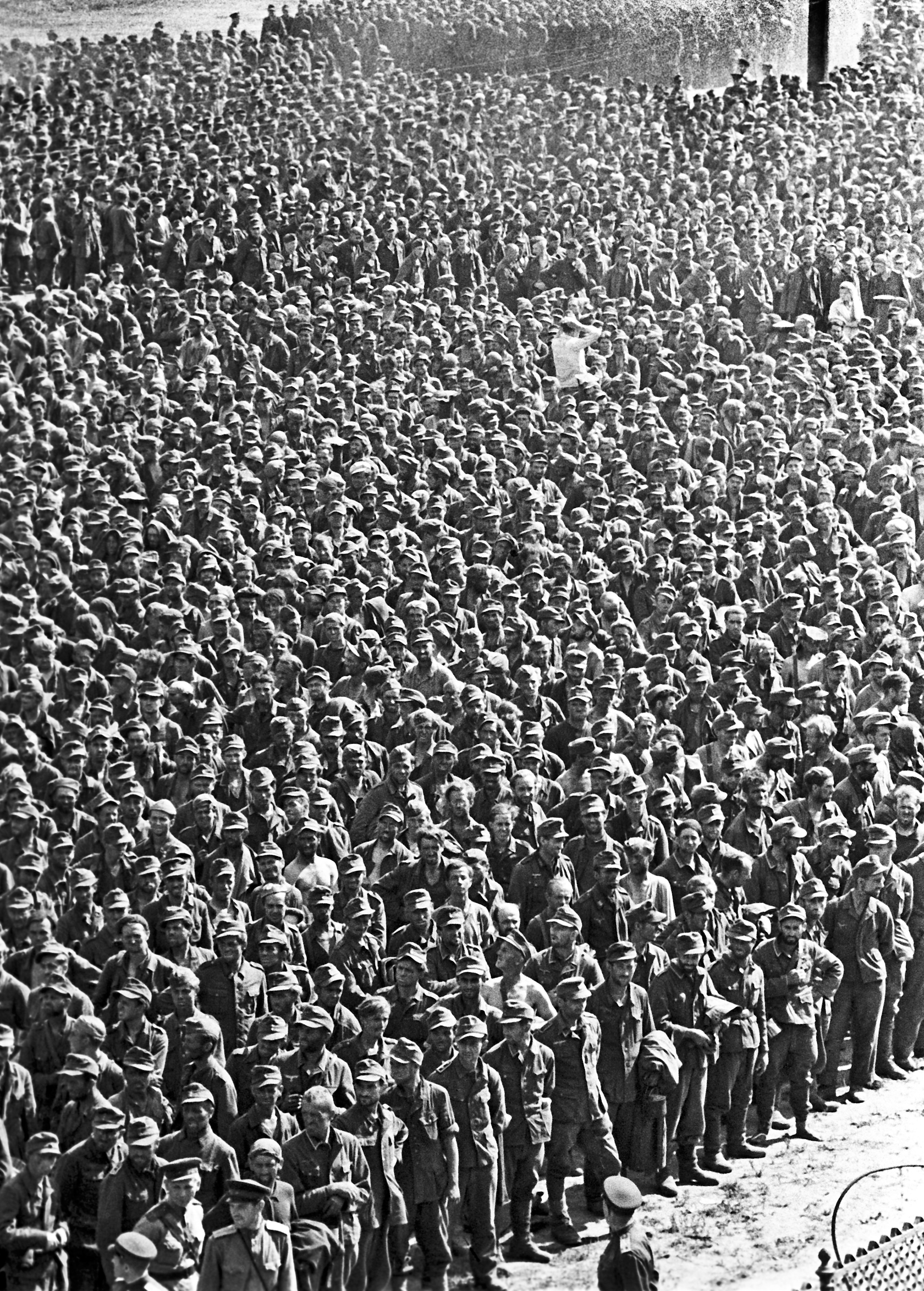
Němečtí zajatci v Moskvě

Porážka měla pro nacistické Německo nedozírné následky. Sovětská vojska měla otevřenou cestu jak na Balkán a do Maďarska, tak zejména do Polska, Východního Pruska a Slezska, potažmo na Berlín. Wehrmacht pozbyl velké množství mužů i bojové techniky a ztrácel i svoji prestiž. Rudá armáda zajala několik desítek tisíc německých vojáků a 20 generálů a vysokých důstojníků. 17. července 1944 je Stalin nechal pochodovat v čele zástupu ulicemi Moskvy. Pochodu německých zajatců mlčky přihlíželi kromě tisíců Moskvanů i desítky zahraničních novinářů, což bylo pro Hitlera další kruté ponížení. Operace Bagration a otevření druhé fronty v Normandii znamenaly i dobrý počin koordinace mezi spojenci, což mělo i příznivý vliv na postup na obou frontách.
V důsledku rychlého postupu sovětských vojsk vypuklo 1. srpna Varšavské povstání. Stalin však odmítl poskytnout povstalcům pomoc, protože většinu z nich tvořili přívrženci Londýnské exilové vlády. Jejich likvidace by jeho záměrům s Polskem jen prospěla. Po skončení tvrdých bojů v prvních říjnových dnech roku 1944 zůstaly z Varšavy pouze ruiny. Sovětská vojska, která prošla v průběhu 6 týdnů bojů 600 km, byla vyčerpaná a nebyla schopna dále postupovat. Celkově měla asi 180 000 mrtvých a pohřešovaných a dalších 578 000 raněných. Německé ztráty se dle zdrojů různí, podle Zalogy se vyšplhaly až na 300 000 mrtvých a přes 150 000 zajatých. Bylo zničeno 17 divizí a 3 brigády, 50 německých divizi ztratilo více než polovinu své živé síly. Německé ztráty byly srovnatelné s bitvou u Stalingradu. Operace měla za následek i značné ztráty v německém velitelském sboru. Padlo 9 generálů, včetně 2 velitelů sborů, 22 generálů bylo zajato, z toho 4 velitelé sborů; generálmajor Hahn, velitel 197. pěchotní divize se stal 24. června nezvěstný, generálporučíci Zutavern a Philipp z 18. divize tankových granátníků a 134. pěchotní divize spáchali sebevraždu.
Strašné porážky Německa na obou frontách vyústily ve spiknutí německých důstojníků, kteří se 20. července 1944 pokusili o atentát na Hitlera. Vůdci Třetí říše se podařilo vyváznout pouze s lehkými zraněními.
Boje na východní frontě však dále pokračovaly. 14. srpna se rozhořely těžké boje severozápadně od Lvova, v oblasti Sandoměře, kde pokračovaly boje v rámci lvovsko-sandoměřské operace. Sovětská vojska se při tom dostala několik desítek kilometrů od hranic Slovenska a tím indukovala sled nezvratných událostí, které vyústily k začátku Slovenského národního povstání.

### Filmotéka
- Osvobození III. – Směr hlavního úderu, režie Jurij Ozerov